# 白叶山莓草
白叶山莓草（学名：Sibbaldia micropetala）是蔷薇科山莓草属的植物。分布于克什米尔地区、锡金、尼泊尔以及中国大陆的 西藏、四川、云南等地，生长于海拔2,700米至4,300米的地区，常生于山坡草地和河滩地，目前尚未由人工引种栽培。